# Anarion (Band)
Anarion ist eine australische Power-Metal-Band aus Melbourne, die im Jahr 1999 gegründet wurde.

## Geschichte
Die Band wurde im Jahr 1999 gegründet und bestand anfangs aus dem Gitarristen Michael Vrljic, dem Bassisten Simon D’Alfonso und dem Gitarristen und Sänger Riccardo Mecchi. Im Oktober desselben Jahres stieß der Schlagzeuger Luke Burnham dazu und vervollständigte die Besetzung. Im Januar kam Danny Cecati als Sänger zur Gruppe, woraufhin sich Mecchi nur auf das Spielen der Gitarre konzentrierte. Nachdem im Juni D’Alfonso und Vrljic die Band verlassen hatten, war sie fast ein Jahr ohne Bassist tätig, ehe Chris Binding 2001 als Ersatz dazustieß. Als Gitarrist war Steve Stergiadis im November 2001 dazugekommen. Anfang 2001 verließ Cecati die Band, sodass Mecchi wieder zusätzlich den Gesang übernahm. Im Dezember desselben Jahres erschien das Debütalbum The Journey Begins… in Eigenveröffentlichung. Anfang 2002 übernahm Erf Khadem den Bass. Im Mai 2002 ging Anarion zusammen mit Edguy auf Tour durch Australien, ehe Joe Frisina im Juni 2003 als neuer Bassist engagiert wurde. Im Dezember 2005 unterzeichnete die Gruppe einen Vertrag bei dem britischen Label Majestic Rock, worüber im Februar 2006 das Album Unbroken erschien. Der Veröffentlichung folgte eine kurze Tournee durch Japan. Aufgrund persönlicher und musikalischer Differenzen verließ Stergiadis die Band im Mai und wurde im Oktober durch Scott Griffith ersetzt. 2009 erschien das nächste Album Beneath It All.

## Stil
In seiner Rezension zu The Journey Begins… schrieb Detlef Dengler vom Metal Hammer, dass es auf dem Album energievolle und abwechslungsreiche Musik gibt, die rau, klar und lebhaft produziert wurde. Die Musik könne man grob dem Power Metal zuordnen, wobei auch ein starker Thrash-Metal-Einfluss zu hören sei. Die meist überlangen Lieder seien „in ordentlichem Tempo“, wobei die Gruppe aber auch Gebrauch von Breaks mache.

## Diskografie
- 2001: The Journey Begins… (Album, Eigenveröffentlichung)
- 2006: Unbroken (Album, Majestic Rock)
- 2009: Beneath It All (Album, Eigenveröffentlichung)